# Willy García
Pour les articles homonymes, voir García.
Willy Camilo García Archivol (né le 4 septembre 1992 à Saint-Domingue, République dominicaine) est un joueur de champ extérieur de la Ligue majeure de baseball.

## Carrière
Willy García commence sa carrière professionnelle en 2010 avec des clubs de ligues mineures affiliés aux Pirates de Pittsburgh.
Après 6 saisons de ligues mineures, il est réclamé au ballottage par les White Sox de Chicago le 6 janvier 2017.
Il fait ses débuts dans le baseball majeur avec les White Sox le 14 avril 2017. Dans ce match face aux Twins du Minnesota au domicile de ces derniers, les White Sox alignent Willy García au champ gauche, Leury García au champ centre et Avisail García au champ droit durant tout le match. Les trois joueurs n'ont aucun lien de parenté. Il s'agit du deuxième club de l'histoire des majeures qui fait jouer en même temps trois joueurs de champ extérieur au même nom de famille, après les célèbres frères Alou (Felipe, Jesús et Matty) chez les Giants de San Francisco en 1963, mais la première fois que trois voltigeurs au même nom de famille commencent un match en même temps,.